# Batalion Milicji Sandomierskiej płk. Wielopolskiego
II Batalion Milicji Sandomierskiej – polski oddział piechoty wchodzący w skład wojsk powstańczych okresu insurekcji kościuszkowskiej.

## Formowanie i walki
Batalion został sformowany w maju 1794 przez generała majora Wojciecha Toczyskiego. Początkowo funkcjonował jako II batalion milicji sandomierskiej. W jego składzie znaleźli się głównie ochotnicy z „margrabszczyzny” pińczowskiej i kantoniści z Sandomierza. 7 sierpnia składała się z 548 głów. 19 września jednostka opuściła obóz księcia Józefa Poniatowskiego i przeszła pod rozkazy komendanta garnizonu Warszawy gen. lejtn. Józefa Orłowskiego. 27 września straciła samodzielność i weszła w struktury 4 regimentu jako jego III batalion.

## Żołnierze batalionu
Organizatorem batalionu był generał major ziemski Wojciech Toczyski. Batalionem dowodził płk Wielopolski. Jego zastępcą był ppłk Jan Wesołowski.Batalion nie miał majorów. 18 września zastępował go najstarszy kapitan – Stanisław Różycki.